# Viggo Mortensen
Viggo Mortensen (Watertown, New York, 1958. október 20. –) Oscar- és Golden Globe-díjra jelölt dán származású amerikai színész, rendező, énekes, zenész, író, költő és festőművész. Legismertebb alakítása Aragorn Sir Peter Jackson A Gyűrűk Ura-filmsorozatában (2001–2003).
Szerepelt David Cronenberg Erőszakos múlt (2005), Eastern Promises – Gyilkos ígéretek (2007) és Veszélyes vágy (2011) című rendezéseiben. Az Eastern Promises főszereplőjeként Oscar-, BAFTA- és Golden Globe-jelöléseket kapott. A Veszélyes vágy, Sigmund Freud megformálásával egy újabb Golden Globe-jelölést hozott számára, ezúttal mint legjobb férfi mellékszereplő.
A 2000-es évek végétől feltűnt még az Appaloosa – A törvényen kívüli város (2008), a Távol az emberektől (2014), a Captain Fantastic (2016) és a Zöld könyv – Útmutató az élethez (2018) című filmekben – utóbbi kettővel két újabb Oscar-jelölést kiérdemelve.

## Fiatalkora és családja
Viggo Peter Mortensen 1958. október 20-án született Manhattanben egy háromgyermekes dán család legidősebb fiaként. Szülei 1971-ben elváltak. Viggo édesanyja a New York állambeli Watertownba költözött fiaival.
Az ifjabb Viggo az állandó költözések miatt számos nyelven beszél: dánul, spanyolul, angolul folyékonyan, de a norvég, svéd, francia és az olasz nyelvekkel is megbirkózik. 1972-ben beiratkozott a watertowni középiskolába, ahol a teniszcsapat és az úszócsapat kapitánya lett.
A középiskolai évek után a St. Lawrence egyetemen folytatta tanulmányait államigazgatás és spanyol szakon, ahol 1980-ban diplomázott. Ezután Dániába költözött, ahol gyermekkorában vakációit töltötte. Itt unokatestvéreinél élt, és minden lehetséges munkát elvállalt, hogy megélhetését biztosítsa: virágokat árult, felszolgált, liftesfiúként dolgozott. 2 év után visszatért New Yorkba.

## Pályafutása
Eleinte színházakban lépett fel, majd Woody Allen Kairó bíbor rózsája című filmjében kapott először filmszerepet, de jeleneteit kivágták a végső változatból. Los Angelesben próbált szerencsét, ahol a Bent című színdarabban nyújtott alakításáért megkapta a színikritikusok díját. 1985 és 1995 között a filmezés felé fordult, de ez nem fizetett jól, így kénytelen volt mellékállások után nézni. Éttermekben felszolgált, pultosként dolgozott, majd beállt teherautó-sofőrnek.
Hamarosan jelentősebb szerepekre is felkérték, melyek lassanként ismertté tették nevét a filmszakmában. Főszerepet játszott a Daylight – Alagút a halálba, az Egy hölgy arcképe, az Angyalok háborúja és Az utolsó esély című filmekben. A Gwyneth Paltrow és Michael Douglas főszereplésével készült Tökéletes gyilkosság hozta meg az igazi hírnevet számára.
1999-ben megkapta a Tony Goldwyn rendezésében készült Séta a Holdon főszerepét. Ekkoriban figyelt fel a fotóira Dennis Hopper, Viggo régi barátja, és arra biztatta, hogy rendezzenek a képeiből kiállítást. 2001 januárjában nyitotta meg kapuit a látogatók előtt Track 16 címmel első fotókiállítása Santa Monicában. Ezután festészettel is próbálkozott, és két verseskötetet is megjelentetett korábban írott műveiből (Recent Forgeries, Ten Last Night).
1999-ben Stuart Townsendnek ajánlották fel a tervezett A Gyűrűk Ura: A Gyűrű Szövetsége című filmben Aragorn szerepét. Miután Townsend visszalépett, Peter Jackson felkereste Mortensent, hogy legyen ő Tolkien kószája.

## Magánélete
1987-ben a Salvation című film forgatása alatt ismerkedett meg Exene Cervenkával, és még abban az évben összeházasodtak. Egy évvel később megszületett fiuk, Henry. Elhagyták Los Angelest, és Idahóba költöztek.
1998-ban közös megegyezés alapján elváltak, Henry az édesanyjánál maradt. A válás után visszaköltözött Idahóból Los Angelesbe.

## Filmográfia

### Film

#### Rendező, író és producer
| Év   | Magyar cím          | Eredeti cím           | Feladatkör | Feladatkör | Feladatkör | Feladatkör |
| Év   | Magyar cím          | Eredeti cím           | Rendező    | Író        | Producer   | Zeneszerző |
| ---- | ------------------- | --------------------- | ---------- | ---------- | ---------- | ---------- |
| 2012 |                     | Todos tenemos un plan | Nem        | Nem        | Igen       | Nem        |
| 2014 |                     | Jauja                 | Nem        | Nem        | Igen       | Igen       |
| 2014 | Távol az emberektől | Far from Men          | Nem        | Nem        | Koproducer | Nem        |
| 2020 | Zuhanás             | Falling               | Igen       | Igen       | Nem        | Igen       |
| 2023 |                     | The Dead Don't Hurt   | Igen       | Igen       | Nem        | Igen       |

#### Színész
| Év   | Magyar cím                                               | Eredeti cím                                       | Szerep                    | Magyar hang           |
| ---- | -------------------------------------------------------- | ------------------------------------------------- | ------------------------- | --------------------- |
| 1985 | A kis szemtanú                                           | Witness                                           | Moses Hochleitner         |                       |
| 1987 |                                                          | Salvation!                                        | Jerome Stample            |                       |
| 1987 | Börtönhalál                                              | Prison                                            | Burke                     | Rékasi Károly         |
| 1988 | Vad szenvedélyek                                         | Fresh Horses                                      | Green                     | Rosta Sándor          |
| 1990 | Acélcsapda                                               | Tripwire                                          | Hans                      | Holl Nándor           |
| 1990 | Acélcsapda                                               | Tripwire                                          | Hans                      | Frumen Gergő          |
| 1990 | Bőrpofa – A texasi láncfűrészes mészárlás folytatódik 3. | Leatherface: The Texas Chainsaw Massacre III      | Edward "Tex" Sawyer       | Mikula Sándor         |
| 1990 | Bőrpofa – A texasi láncfűrészes mészárlás folytatódik 3. | Leatherface: The Texas Chainsaw Massacre III      | Edward "Tex" Sawyer       | Czvetkó Sándor        |
| 1990 | A vadnyugat fiai 2.                                      | Young Guns II                                     | John W. Poe               | Galbenisz Tomasz      |
| 1990 | A bőr tükre                                              | The Reflecting Skin                               | Cameron Dove              |                       |
| 1991 | Indián vér                                               | The Indian Runner                                 | Frank Roberts             | Stohl András          |
| 1993 | Forráspont                                               | Boiling Point                                     | Ronnie                    | F. Nagy Zoltán        |
| 1993 | Ruby Cairo                                               | Ruby Cairo                                        | John E. "Johnny" Faro     | Reisenbüchler Sándor  |
| 1993 | Carlito útja                                             | Carlito's Way                                     | Lalin Miasso              | Rosta Sándor          |
| 1993 | Egy lövés a fejbe, öt a testbe                           | The Young Americans                               | Carl Frazer               | Széles László         |
| 1993 | Egy lövés a fejbe, öt a testbe                           | The Young Americans                               | Carl Frazer               | Szatmári Attila       |
| 1994 | Terror a yachton                                         | The Crew                                          | Phillip                   |                       |
| 1994 |                                                          | Floundering                                       | hajléktalan férfi         |                       |
| 1994 | Harry evangéliuma                                        | Gospel According to Harry                         | Wes                       |                       |
| 1994 | Amerikai jakuza                                          | American Yakuza                                   | Nick Davis / David Brandt | Epres Attila          |
| 1995 |                                                          | Gimlet                                            | Hombre                    |                       |
| 1995 | Az utolsó esély                                          | Crimson Tide                                      | Peter "Weps" Ince hadnagy | Haás Vander Péter     |
| 1995 | Darkly Noon passiója                                     | The Passion of Darkly Noon                        | Clay                      | Hegedüs Miklós        |
| 1995 |                                                          | Black Velvet Pantsuit                             | drogos                    |                       |
| 1995 | Angyalok háborúja                                        | The Prophecy                                      | Lucifer                   | Németh Gábor          |
| 1996 | Albínó aligátor                                          | Albino Alligator                                  | Guy Foucard               | Háda János            |
| 1996 | Daylight – Alagút a halálba                              | Daylight                                          | Roy Nord                  | Mihályi Győző         |
| 1996 | Egy hölgy arcképe                                        | The Portrait of a Lady                            | Caspar Goodwood           | Stohl András          |
| 1997 | G. I. Jane                                               | G.I. Jane                                         | John James "Jack" Urgayle | Epres Attila          |
| 1997 | A kisfiam pisztolya                                      | My Brother's Gun                                  | Juanito                   |                       |
| 1998 | Tökéletes gyilkosság                                     | A Perfect Murder                                  | David Shaw                | Rékasi Károly         |
| 1998 | Psycho                                                   | Psycho                                            | Samuel "Sam" Loomis       | Bede-Fazekas Szabolcs |
| 1999 | Séta a Holdon                                            | A Walk on the Moon                                | Walker Jerome             | Lux Ádám              |
| 2000 | 28 nap                                                   | 28 Days                                           | Eddie Boone               | Stohl András          |
| 2001 | A Gyűrűk Ura: A Gyűrű Szövetsége                         | The Lord of the Rings: The Fellowship of the Ring | Aragorn                   | Selmeczi Roland       |
| 2002 | A Gyűrűk Ura: A két torony                               | The Lord of the Rings: The Two Towers             | Aragorn                   | Selmeczi Roland       |
| 2003 | A Gyűrűk Ura: A király visszatér                         | The Lord of the Rings: The Return of the King     | Aragorn                   | Selmeczi Roland       |
| 2004 | Hidalgo – A tűz óceánja                                  | Hidalgo                                           | Frank Hopkins             | Selmeczi Roland       |
| 2005 | Erőszakos múlt                                           | A History of Violence                             | Tom Stall / Joey Cusack   | László Zsolt          |
| 2006 | Alatriste kapitány                                       | Alatriste                                         | Diego Alatriste y Tenorio | Kőszegi Ákos          |
| 2007 | Eastern Promises – Gyilkos ígéretek                      | Eastern Promises                                  | Nikolai Luzhin ügynök     | Epres Attila          |
| 2008 | Appaloosa – A törvényen kívüli város                     | Appaloosa                                         | Everett Hitch             | Fekete Ernő           |
| 2008 | Good – A bűn útjai                                       | Good                                              | John Halder               | Lux Ádám              |
| 2009 | Az út                                                    | The Road                                          | a férfi                   | Epres Attila          |
| 2011 | Veszélyes vágy                                           | A Dangerous Method                                | Sigmund Freud             | Berzsenyi Zoltán      |
| 2012 | Úton                                                     | On the Road                                       | Old Bull Lee              | László Zsolt          |
| 2012 |                                                          | Todos tenemos un plan                             | Agustín / Pedro           |                       |
| 2014 | Kétarcú január                                           | The Two Faces of January                          | Chester MacFarland        | Sebestyén András      |
| 2014 |                                                          | Jauja                                             | Gunnar Dinesen            |                       |
| 2014 | Távol az emberektől                                      | Far from Men                                      | Daru                      | László Zsolt          |
| 2016 | Captain Fantastic                                        | Captain Fantastic                                 | Ben Cash                  | Epres Attila          |
| 2018 | Zöld könyv – Útmutató az élethez                         | Green Book                                        | Tony Lip                  | Epres Attila          |
| 2020 | Zuhanás                                                  | Falling                                           | John Petersen             | Epres Attila          |
| 2022 | A jövő bűnei                                             | Crimes of the Future                              | Saul Tenser               |                       |
| 2022 | A tizenhármak                                            | Thirteen Lives                                    | Richard Stanton           | Epres Attila          |
| 2023 |                                                          | Eureka                                            | Murphy                    |                       |
| 2023 |                                                          | The Dead Don't Hurt                               | Holger Olsen              |                       |

### Televízió
| Év   | Magyar cím                  | Eredeti cím              | Szerep                 | Megjegyzések                                |
| ---- | --------------------------- | ------------------------ | ---------------------- | ------------------------------------------- |
| 1984 |                             | George Washington        | hadnagy                | minisorozat                                 |
| 1985 |                             | Search for Tomorrow      | Bragg                  | 1 epizód                                    |
| 1985 |                             | ABC Afterschool Specials | Tim                    | 1 epizód                                    |
| 1987 | Miami Vice                  | Miami Vice               | Eddie Trumbull nyomozó | 1 epizód                                    |
| 1991 |                             | Once in a Blue Moon      | ismeretlen szerep      | tévéfilm                                    |
| 1997 | Száguldás a semmibe         | Vanishing Point          | Jimmy Kowalski         | - tévéfilm - magyar hangja: - Rékasi Károly |
| 2020 | Kozmosz: Lehetséges világok | Cosmos: Possible Worlds  | Nyikolaj Vavilov       | dokumentum-minisorozat (1 epizód)           |

## Díjak és jelölések
- 2008 – Oscar-díj jelölés – a legjobb színész (Eastern Promises – Gyilkos ígéretek)
- 2008 – Golden Globe-díj jelölés – a legjobb drámai színész (Eastern Promises – Gyilkos ígéretek)

## Fordítás
- Ez a szócikk részben vagy egészben  a   Viggo Mortensen című angol Wikipédia-szócikk fordításán alapul.  Az eredeti cikk szerkesztőit annak laptörténete sorolja fel. Ez a jelzés csupán a megfogalmazás eredetét és a szerzői jogokat jelzi, nem szolgál a cikkben szereplő információk forrásmegjelöléseként.